# 岐阜市食肉地方卸売市場
岐阜市食肉地方卸売市場（ぎふししょくにくつちほうおろしうりしじょう）は、岐阜県岐阜市にある地方卸売市場・と畜場である。

## 概要
岐阜市の地方卸売市場、と畜場であり、と畜場は、地方卸売市場に付設している。
元は稲葉郡本荘村にあった私設のと場（1904年稲葉郡長良村から移転）を1920年（大正9年）に岐阜市がが買収。1923年（大正12年）に岐阜市上加納山に移転し、「岐阜市営と畜場」として開設。1967年（昭和42年）に現在地に移転したさい市場を設置し、岐阜市食肉市場と改称。1973年（昭和48年）に岐阜市食肉地方卸売市場に改称する。
所在地は境川の堤外地にあたる。

## 施設概要
- 敷地面積21,879.93m2。建物面積7,814.73m2[2]。
- 1日当たりのと畜処理能力は、大動物（牛など）75頭、小動物（豚など）600頭[2]。

## 卸売業者
- 岐阜県畜産公社[1]

## 利用案内
- 営業時間：8:30 - 16:30[4]。
- 休業日：土曜日、日曜日、祝日、12月29日 - 12月31日、1月2日、1月3日[4]

## 交通アクセス

### 公共交通機関
- 名鉄竹鼻線「柳津駅」下車、徒歩で約15分。

## 周辺施設
- イオン柳津店
- 聖徳自動車学園
- 岐阜県立羽島北高等学校
- 道の駅柳津

## その他
- 岐阜県の3つの食肉処理施設（岐阜市食肉地方卸売市場、関市食肉センター、養老町立食肉事業センター）を統合し、養老町に「岐阜県新食肉基幹市場」を建設する計画があり、令和11年度の運用開始を目指している[5]。